# Дидојски језици
Дидојски (цезки) језици су огранак породице сјевероисточнокавкаских језика. Заједно са подгрупом аварским језиком и андијских језика чине већу језичку подгрупу и форирају аварско-андијско-дидојску групу језика која је највећа подгрупа сјевернокавкаских језика.

## Унутрашња подјела
Шулц је 2009. године је подијелио групу дидојских језика на следећи начин:
- Дидојско-хинухска група језика  
  - Дидојски језик (15,400)
  - Хинухски језик (550)
- Бежтинско-хунзибско-хваршинска група језика
  - Бежтински језик (6200)
  - Хунзибски језик (1840)
  - Хваршински језик (1870)